# نينتندو ورلد شامبونشبز
نينتندو ورلد شامبونشبز (بالإنجليزية: Nintendo World Championships)‏، تختصر بـ «إن دبليو سي» (NWC)، هي البطولة الرسمية السنوية التي أستضافته شركة نينتندو بالولايات المتحدة الأمريكية، ظهرت البطولة للمرة الأولى سنة 1990، وهي عبارة عن تحديات لجمع أفضل النقاط، فمثلاً في لعبة سوبر ماريو برذرز، يجب جمع 50 قرشاً، ثم لعبة راد ريسر ثم تترس، ولكن في عام 2017 أصبحت لعبة سوبر ماريو ميكر هي التحدي الأصعب للاعبين.

## المواقع الخارجية
- الموقع الرسمي
- Nintendo World Championship على موبي غيمز
- AtariHQ - an in-depth look at Nintendo World Championships, with gameplay tactics and screenshots.